# Sybille de Waldeck-Wildungen
Pour les articles homonymes, voir Waldeck-Wildungen.
Sybille de Waldeck-Wildungen (en allemand Sibylle von Waldeck-Wildungen ) est née à Wildungen (comté de Waldeck-Wildungen) le 25 mai 1619 et meurt à Hartenbourg le 3 août 1678. Elle était la fille de Christian de Waldeck (1585-1637) et de Élisabeth de Nassau-Siegen (1584-1661).

## Mariage et descendance
Le 15 juin 1644 elle se marie à Hartenburg avec Frédéric-Henri de Leiningen-Dagsbourg-Hartenbourg (1621-1698), fils du comte Jean-Philippe II de Leiningen-Dagsbourg-Hartenbourg (1588-1643) et d'Élisabeth de Leiningen-Dagsbourg (1586-1623). Le mariage a dix enfants :
- Marie-Élisabeth de Leiningen-Dagsbourg-Hartenbourg (1648-1724), mariée avec Frédéric d'Ahlefeldt (1623-1686) (de).
- Henri XIII (1649-1684), marié avec Élisabeth-Christine de Deux-Ponts-Landsberg (1656-1707).
- Christine-Madeleine (1650-1683)
- Dorothée-Sybille (1652-1658)
- Charlotte-Louise (1653-1713)
- Sophie-Juliana (1654-1716)
- Frédéric-Henri, né et mort en 1658
- Jean-Frédéric de Leiningen-Dagsbourg-Hartenbourg (1661-1722), marié avec la princesse Catherine de Bade-Durlach (1677-1746).
- Marie-Polyxène de Leiningen-Dagsbourg-Hartenbourg (1662-1725), mariée avec le prince Jean Ernest de Nassau-Weilbourg (1664-1719)